# Live at Mingo’s
Live at Mingo’s — концертный альбом американской певицы Аниты О’Дэй, записанный в токийском ночном клубе Mingo’s 22 октября 1976 года при участии трио Джона Пула и Нормана Симмонса. Альбом был выпущен в 1979 году в Японии на лейбле Trio Records и в Соединённых Штатах на собственном лейбле О’Дэй Emily Records.

## Отзывы критиков
| Оценки критиков                     | Оценки критиков |
| Источник                            | Оценка          |
| ----------------------------------- | --------------- |
| AllMusic                            | [ 1 ]           |
| Encyclopedia of Popular Music       | [ 2 ]           |
| The Rolling Stone Jazz Record Guide | [ 3 ]           |

Рон Уинн из AllMusic в своей рецензии написал: «Её голос снова обрёл живую, выразительную форму после успешной борьбы с проблемами с наркотиками и алкоголем».

## Список композиций
1. «As Time Goes By» (Герман Хапфелд) — 5:02
2. «Stardust» (Хоги Кармайкл, Митчелл Пэриш) — 5:37
3. «I Didn’t Know What Time It Was» (Лоренц Харт, Ричард Роджерс) — 4:14
4. «The Very Thought of You» (Рэй Нобл) — 4:03
5. «Anita’s Blues ’76» (Анита О’Дэй) — 4:27
6. «I Could Write a Book» (Лоренц Харт, Ричард Роджерс) — 3:22
7. «Sophisticated Lady» (Дюк Эллингтон, Ирвинг Миллс, Митчелл Пэриш) — 4:14
8. «I Hear Music» (Бертон Лейн, Фрэнк Лессер) — 3:24
9. «I Cover the Waterfront» (Джонни Грин, Эдвард Хейман) — 5:26
10. «The Way You Look Tonight» (Дороти Филдс, Джером Керн) — 4:52

## Участники записи
Музыканты
- Бас-гитара — Боб Мейз
- Вокал — Анита О’Дэй
- Ударные — Джон Пул
- Фортепиано — Норман Симмонс

Продакшн
- Звукорежиссёр — Кадзуо Канеко
- Менеджмент — Дзюн Ямадзаки, Такао Ишизука
- Продюсер — Кадзуро Хатаро, Куния Инаока
- Супервайзер — Такао Ишизука
- Фото, дизайн — Кацудзи Абэ